# Marokkos fodboldforbund
Marokkos fodboldforbund (fransk: Fédérarion Royale marocaine de football) er det styrende organ for fodbold i Marokko. Forbundets hovedkvarter er beliggende i landets hovedstad Rabat. Forbundet er medlem af det afrikanske fodboldforbund CAF det internationale fodboldforbund, FIFA, Union of Arab Football Associations og det Nordafrikanske fodboldforbund. Forbundet har ansvaret for herrelandsholdet og kvindelandsholdet, samt ungdomslandsholdene, ligaerne og andre nationale, kommunale turneringer.